# Óriásíbisz
Az óriásíbisz (Pseudibis gigantea) a madarak (Aves) osztályának a gödényalakúak (Pelecaniformes) rendjébe, ezen belül az íbiszfélék (Threskiornithidae) családjába és az íbiszformák (Threskiornithinae) alcsaládjába tartozó faj.
A fajt Kambodzsa hivatalos madarának választotta.

## Rendszertani eltérés
Ezt a madárfajt, korábban a monotipikus Thaumatibis Elliot, 1877 nembe sorolták, Thaumatibis gigantea néven, azonban az újabb kutatások szerint az óriásíbisz része a Pseudibis nevű madárnemnek. 

## Előfordulása
Nagyon kis területen él Hátsó-Indiában.
Kizárólag Kambodzsa északi részén és Laosz legdélebbi részén fordul elő.
Korábbi elterjedési területébe beletartozott Vietnám déli része és Thaiföld délkeleti része is, de innen mára kihalt.
Kicsi elterjedési területe, a vadászat és az élőhelyét jelentő síkvidéki erdők irtása miatt a legritkább íbiszfajjá vált.
Világállománya nem több 50 madárnál.
Jóllehet a Természetvédelmi Világszövetség Vörös Listáján a Kritikusan Veszélyeztetett kategóriába tartozik, sok kutató szerint mára majdnem biztos hogy kihalt.

## Megjelenése
102-106 centiméteres hosszával a legnagyobb íbiszfaj.
Sötét tollazata van, csupasz szürke nyakkal és fejjel.

## Életmódja
A tavakat, síksági folyókat körülvevő erdőségekben él.
Kisebb halakkal, kétéltűekkel és hüllőkkel táplálkozik.

## Szaporodása
Költési szokásai ismeretlenek. Fészkét feltehetően fákra építi.